# Sunipia kachinensis
Sunipia kachinensis là một loài thực vật có hoa trong họ Lan. Loài này được Seidenf. miêu tả khoa học đầu tiên năm 1981.